# Avril 1962

## Événements
- La Libye adhère à l’OPEP[1].
- L’Indonésie adhère à l’OPEP.

- 1er avril : Rex White remporte la course Richmond 250 en NASCAR Grand National.
- Jeudi 5 avril :
  - Algérie: première réunion de l’exécutif provisoire dirigé par Abderrahmane Farès près d’Alger.
  - Angola: le chef des nationalistes Angolais Roberto Holden forme à Léopoldville un gouvernement provisoire de la république d’Angola.
- 7 avril : grève dans les Asturies qui s'étendent à toute l'Espagne [2].
- Dimanche 8 avril :
  - Cuba : les responsables de la tentative d’invasion de la baie des Cochons sont condamnés à 30 ans d’emprisonnement et 62 millions de dollars d’amende.
  - France : les accords d’Évian sont approuvés par plus de 90 % des votants à l’issue du référendum organisé en métropole.
- Mardi 10 avril, États-Unis : les dirigeants de l’acier annoncent au mépris de leur promesse leur décision d’augmenter de façon unilatérale le prix de la tonne. Ils renoncent après l’intervention de Kennedy le 13 avril.
- 13 avril, France : le général Edmond Jouhaud est condamné à mort.
- Samedi 14 avril, France : en désaccord avec de Gaulle sur l’opportunité d’élections anticipées, le Premier ministre Michel Debré démissionne. Georges Pompidou forme le nouveau gouvernement.
- Vendredi 20 avril, France : arrestation du général Raoul Salan, condamné en mai à la prison à vie.
- Samedi 21 avril, Algérie : début du rapatriement des Européens d’Algérie. Plus de 900 000 Français d'Algérie et 91 000 Harkis se réfugient en France.
- 23 avril : disputant sur le circuit de Goodwood, l'un de ses tracés favoris, le Glover Trophy, au volant d'une Lotus 18 privée, Stirling Moss, qui avait dominé le début de l'épreuve avant d'être retardé par des ennuis mécaniques, est victime d'un grave accident, lorsque, revenu en course et s'apprêtant à se dédoubler du leader Graham Hill, il tira tout droit à l'entrée du virage de St-Mary, allant s'écraser à haute vitesse contre le talus. Relevé inconscient, il passera plusieurs semaines à l'hôpital avant de mettre un terme à sa carrière un an plus tard en raison des séquelles de l'accident.
- Mercredi 25 avril, États-Unis : Kennedy décide de la reprise des essais nucléaires dans l’atmosphère.
- Samedi 28 avril : le Parlement norvégien vote en faveur de la demande que la Norvège entre dans la Communauté économique européenne. La France a mis son véto plus tard la même année, mais la Norvège rejoint le Marché Commun en 1972[3].

## Naissances
- 2 avril : Pierre Carles, documentariste français.
- 4 avril : Willy Borsus, homme politique belge de langue française.
- 5 avril : Irina Brook, actrice et metteuse en scène franco-britannique de théâtre et d'opéra.
- 7 avril : Alain Robert, grimpeur urbain français.
- 11 avril : 
  - Colin Carrie, homme politique fédéral canadien.
  - Hymke de Vries, actrice néerlandaise.
- 15 avril : Talat Xhaferi, homme d'État macédonien.
- 16 avril : Antony Blinken, homme politique américain, 71e secrétaire d'État des États-Unis depuis 2021.
- 19 avril : Habib Dembélé, acteur malien.
- 21 avril : Thierry Beaudet, enseignant et dirigeant mutualiste français.
- 22 avril : Dimitar Vesselinov, philologue bulgare.
- 26 avril : Matteo Messina Denaro, criminel italien († 24 septembre 2023).
- 28 avril : Denis Brisebois, technicien de procédé.
- 29 avril : Christine Defraigne, femme politique belge de langue française.

## Décès
- 1er avril : Michel de Ghelderode, auteur dramatique belge (° 3 avril 1898).
- 6 avril : Henri Mondor, chirurgien français (° 1885).
- 8 avril : Juan Belmonte, matador espagnol (° 14 avril 1892).
- 10 avril : Stuart Sutcliffe, peintre et musicien  britannique (° 23 juin 1940).
- 11 avril : Michael Curtiz, réalisateur américain d'origine hongroise (° 1888).
- 17 avril : Pierre Larquey, acteur français.